# Jerbarnia americana
Jerbarnia americana är en kräftdjursart som beskrevs av Watling 1981. Jerbarnia americana ingår i släktet Jerbarnia och familjen Melitidae. Inga underarter finns listade i Catalogue of Life.